# Rytterskolen i Hårlev
Rytterskolen i Hårlev er en af Frederik 4.s rytterskoler. Den første skole i Hårlev blev oprettet ifølge fundatsen af 1721, da kongen lod oprette 240 rytterskoler eller kongeskoler fordelt over hele landet.
Tryggevælde distrikt, der strakte sig fra Store Heddinge i syd til Skrosbjerg i nord, fik tildelt 18 skoler, hvoraf Hårlev fik den ene.
Skolen blev bygget midt i byen, hvor den i dag ligger på hjørnet af Hårlev bygade og Toftegårdsvej.
Skolen blev grundmuret og belagt med tegl, og det har sikkert været det anseeligste hus i byen, bortset fra kirken.
Skolen fungerede i de næste hundrede år, men i 1835 var bygningerne meget slemt medtaget, og det blev besluttet at foretage en grundig reparation. Således blev tegltaget, der var blevet ødelagt af børns stenkast, fjernet, og der blev tækket med strå.
14. maj 1852 gik der ild i bysmedjen, der lå ved stien op til kirken, og skolens stråtag blev antændt af ilden, der sprang over vejen, og begge huse nedbrændte.
Efter branden genopførte skolen med en lille udvidelse af lærerens lejlighed, og 10. oktober 1852 toges den atter i brug som skole.
Det varede dog ikke mange år, før der igen skete noget på skoleområdet i Hårlev.
Østbanen var blevet indviet i 1879, og stationsbyen voksede, og dermed børnetallet i Hårlev.
Sognerådet fremlagde derfor planer om at indrette skolen med 2 skolestuer mod tidligere 1, samt i skolens baghave at bygge et hus med lejligheder til skolens to lærere. 
Planen blev godkendt af amtet, men senere forkastet af sognerådet, der nu ønskede at bygge en helt ny skole på en grund, kommunen købte af gårdejer Hans Olsen.
Det er den skole, der nu ligger overfor Hotherskolen på Faksevej.   
Ved denne vedtagelse ophørte rytterskolen med at fungere som skole, og har siden 1888 været benyttet som beboelsesejendom.
Kommunen solgte skolen til gårdmand Erik Rasmussen, Hårlev, der betalte 2000 kr. for den.